# Eurosport (Album)
Eurosport (stilistisch: EUROSPORT) ist das erste Kollaboalbum der deutschen Rapper Azet und Dardan. Es erschien am 28. Juni 2024 über die Labels Fastlife Records und Hypnotize Entertainment als Standardedition und als Boxset.

## Produktion
Das gesamte Album wurde vom Musikproduzenten Menju produziert, beziehungsweise mitproduziert (14 Songs). Zudem waren an der Produktion verschiedener Titel LOLO79 (7), Kemelion und PAIX (je 1) tätig.

## Artwork
Das Albumcover zeigt im Vordergrund beide Interpreten, angelehnt an einem roten Ferrari 488 Spider. Dardan trägt einen beige-braunen Trainingsanzug, während Azet eine graue Hose mit einem schwarzen T-Shirt und einer grauen Weste trägt. Im Hintergrund sind die Vele di Scampia in Neapel zu sehen, welche für ihre hohe Kriminalitätsrate bekannt sind und unter anderem in der Fernsehserie Gomorrah auftauchen. In der oberen linken Ecke ist ein silbernes „EUROSPORT“-Logo zu sehen, das an das ehemalige Logo des gleichnamigen Fernsehsenders angelehnt ist. Die kreisförmig angeordneten Sterne wurden jedoch durch Eurozeichen (€) ersetzt.

## Titelliste
| Nr.          | Titel          | Produzent(en)       | Länge |
| ------------ | -------------- | ------------------- | ----- |
| 1.           | Bebe           | Menju, LOLO79       | 2:24  |
| 2.           | Pa Mu          | Menju, LOLO79       | 2:50  |
| 3.           | Eurosport      | Menju               | 2:42  |
| 4.           | All Eyes On Me | Menju, Kemelion     | 2:46  |
| 5.           | Emirat         | Menju, LOLO79       | 2:34  |
| 6.           | Ma Luna        | Menju               | 2:46  |
| 7.           | Ekipa          | Menju, LOLO79       | 2:42  |
| 8.           | Pardon         | Menju, LOLO79, PAIX | 2:17  |
| 9.           | Maje           | Menju               | 2:29  |
| 10.          | Renault        | Menju               | 2:44  |
| 11.          | Dale           | Menju, LOLO79       | 2:35  |
| 12.          | Khamzat        | Menju               | 2:18  |
| 13.          | Big City Life  | Menju, LOLO79       | 2:45  |
| 14.          | Tiffany        | Menju               | 2:44  |
| Gesamtlänge: | Gesamtlänge:   | Gesamtlänge:        | 36:36 |

## Singleauskopplungen
| Jahr | Titel     | Höchstplatzierung, Gesamtwochen, AuszeichnungChartplatzierungen (Jahr, Titel, , Platzierungen, Wochen, Auszeichnungen, Anmerkungen) | Höchstplatzierung, Gesamtwochen, AuszeichnungChartplatzierungen (Jahr, Titel, , Platzierungen, Wochen, Auszeichnungen, Anmerkungen) | Höchstplatzierung, Gesamtwochen, AuszeichnungChartplatzierungen (Jahr, Titel, , Platzierungen, Wochen, Auszeichnungen, Anmerkungen) | Anmerkungen                          |
| Jahr | Titel     | DE | AT | CH | Anmerkungen                          |
| ---- | --------- | --- | --- | --- | ------------------------------------ |
| 2024 | Eurosport | DE9 (6 Wo.)DE | AT12 (… Wo.)AT | CH7 (… Wo.)CH | Erstveröffentlichung: 12. April 2024 |
| 2024 | Pa mu     | DE13 (… Wo.)DE | — | CH6 (… Wo.)CH | Erstveröffentlichung: 3. Mai 2024    |
| 2024 | Bebe      | DE23 (3 Wo.)DE | — | CH18 (… Wo.)CH | Erstveröffentlichung: 24. Mai 2024   |
| 2024 | Ekipa     | DE52 (1 Wo.)DE | — | CH46 (… Wo.)CH | Erstveröffentlichung: 14. Juni 2024  |

## Chartplatzierungen
Eurosport stieg am 5. Juli 2024 auf Platz eins der deutschen Albumcharts ein. Während es für Azet nach Fast Life, Super Plus und Neue Welt das vierte Nummer-eins-Album ist, erreichte Dardan erstmals die Chartspitze der Albumcharts. Darüber hinaus erreichte das Album auch die Chartspitze der deutschsprachigen Albumcharts sowie die Chartspitze der Hip-Hop-Charts. In der Schweiz erreichte das Album Rang zwei und in Österreich Rang acht.
| ChartsChartplatzierungen | Höchstplatzierung | Wochen |
| ------------------------ | ----------------- | ------ |
| Deutschland (GfK)        | 1 (8 Wo.)         | 8      |
| Österreich (Ö3)          | 8 (5 Wo.)         | 5      |
| Schweiz (IFPI)           | 2 (12 Wo.)        | 12     |